# Acetaldehydoxim
Acetaldehydoxim ist eine chemische Verbindung aus der Gruppe der Oxime. Sie kommt in zwei stereoisomeren Formen (cis- und trans-) vor.

## Gewinnung und Darstellung
Acetaldehydoxim kann durch Reaktion von Acetaldehyd mit Hydroxylamin gewonnen werden. Bei der Synthese entsteht ein Gemisch aus (Z)-Isomer und (E)-Isomer:
In dem entstehenden Isomerengemisch dominiert meist das (Z)-Isomer.

## Eigenschaften

### Physikalische Eigenschaften
Acetaldehydoxim ist eine farblose entzündbare Flüssigkeit, die leicht löslich in Wasser ist. Sie tritt in zwei Formen auf, die bei 12 °C oder 45 °C schmelzen. Die beiden Stereoisomere haben beide eine planare Molekülstruktur und ihre Energiedifferenz liegt bei nur 0,7 kcal/mol. Die kommerziell erhältlichen Produkte besitzen ein (Z):(E) Verhältnis von of 10–20:1.

### Chemische Eigenschaften
Bei Raumtemperatur zersetzt sich das Oxim langsam. Beim Erhitzen auf eine Temperatur oberhalb von 200 °C wird in einer DTA-Messung eine stark exotherme Zersetzungsreaktion mit einer Zersetzungswärme von −3500 kJ·kg−1 bzw. −206,7 kJ·mol−1 beobachtet. Die Hydrierung der Verbindung ergibt das Ethylamin. Die Reaktion verläuft mit einer molaren Reaktionsenthalpie von −310 kJ·mol−1 stark exotherm.
{\displaystyle \mathrm {H_{3}C{-}CH{=}N{-}OH+2\,H_{2}\rightarrow CH_{3}{-}CH_{2}{-}NH_{2}+H_{2}O} }
Beim Erhitzen einer Lösung in Xylol in Gegenwart katalytisch wirkender Nickelsalze erfolgt eine Isomerisierung zum Acetamid.
{\displaystyle \mathrm {H_{3}C{-}CH{=}N{-}OH\rightarrow CH_{3}{-}CO{-}NH_{2}} }
Als Oxim neigt die Verbindung in Gegenwart von Luft zur Bildung explosiver Peroxide.

### Sicherheitstechnische Kenngrößen
Acetaldehydoxim bildet leicht entzündliche Dampf-Luft-Gemische. Die Verbindung hat einen Flammpunkt bei 40 °C. Der Explosionsbereich liegt zwischen 4,2 Vol.‑% als untere Explosionsgrenze (UEG) und 50 Vol.‑% als obere Explosionsgrenze (OEG).

## Verwendung
Acetaldehydoxim wird als Zwischenprodukt zur Synthese von organischen Verbindungen wie den Pestiziden Methomyl, Thiodicarb und Alanycarb verwendet.